# Faustlos
Faustlos ist ein Programm zur Prävention von Gewalt an Schulen.
Der Begriff Faustlos steht sinnbildlich für einen gewaltfreien Umgang bei Konflikten und emotional schwierigen Situationen. Ziel des Programms ist neben dem Unterlassen von körperlicher Gewalt auch auf verbaler Ebene fair miteinander umzugehen.
Das amerikanische Programm Second Step wurde von Manfred Cierpka am Universitätsklinikum Heidelberg auf deutsche Verhältnisse übertragen. Faustlos wird heute vom Heidelberger Präventions-Zentrum betreut. Andreas Schick ist einer der Herausgeber zahlreicher Unterrichtsmaterialien, die inzwischen altersangemessen Inhalte für Kindergärten, Kindertagesstätten und den Grund- und Mittelschulbereich bereithalten. Verhaltensweisen in Konfliktsituationen werden z. B. teils spielerisch eintrainiert oder anhand von Bildern diskutiert.
Junge selbstbewusste Menschen, die verschiedene Konfliktlösungsstrategien kennen, brauchen weniger auf Gewalt zurückzugreifen. Zentrale Inhalte von Faustlos sind zunächst soziale Kompetenzen, wie der Umgang mit Gefühlen oder Aktives Zuhören mit dem grundsätzlichen Bestreben Konfliktsituationen ähnlich dem Streitschlichterprogramm zu einer konstruktiven Lösung zu führen, von der möglichst alle profitieren (Win-Win-Strategie). Neben einer Schulung zur besseren Selbstwahrnehmung wird auch die Wahrnehmung der Gefühle, der Körpersprache (Mimik, Gestik, Körperhaltung, Stimme) und das Denken der anderen Beteiligten geschärft. Dazu zählt auch zu erkennen, ob Verhalten absichtlich oder versehentlich erfolgt. Methodisch werden u. a. Ich-Botschaften oder die Impulskontrolle bei starker plötzlicher Wut (siehe auch Jähzorn, Affekt, Aggression) oder auch bei Ärger trainiert. Positive Auswirkungen von Faustlos führen zu einer grundsätzlichen Stärkung sozialer Kompetenzen, der Fähigkeit zum Brainstorming oder der Sicherheit, Konsequenzen vorherzusagen. Der Ansatz geht davon aus, dass selbst in der Kindheit entstandene emotionale Defizite, z. B. im Bereich von Mitgefühl und Sorge um andere Menschen, nachträglich aufgeholt werden können.